# 恩切倫戈
9°20′S 28°43′E / 9.333°S 28.717°E

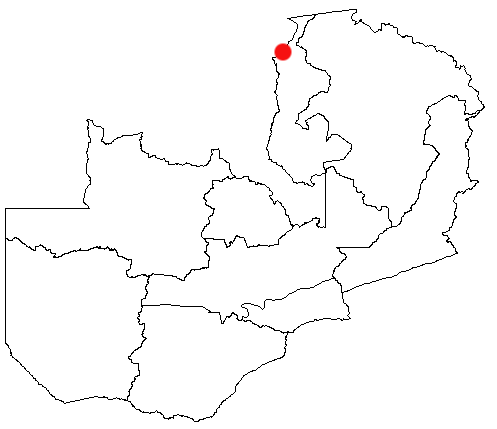

恩切倫戈（英語：Nchelenge），是贊比亞的城鎮，位於該國北部，由盧阿普拉省負責管轄，是恩切倫戈縣的首府，處於姆韋魯湖東南岸，海拔高度933米，2010年人口147,927。